# Коцан, Мор
Мор Коцан (венг. Kóczán Mór; 8 января 1885 — 30 июля 1972) — австро-венгерский и чехословацкий легкоатлет, призёр Олимпийских игр. Также известен под псевдонимом Миклош Ковач.

## Биография
Мор Коцан родился в 1885 году в деревне Коч (в современном медье Комаром-Эстергом). Для получения высшего образования переехал в город Папа, где занялся лёгкой атлетикой. Он стал разносторонним атлетом, но наилучших результатов добился в метании диска, молота и — особенно — копья. В 1908 году на легкоатлетических соревнованиях в Будапеште Мор Коцан метнул копьё на 57 м 05 см — дальше, чем лучший мировой результат того времени (официальные мировые рекорды начали фиксироваться только с 1912 года). В 1908 году он также принял участие в Олимпийских играх в Лондоне, но не завоевал медалей.
Мор Коцан окончил Теологическую академию, и с 1908 по 1914 годы был пастором в деревне Чаллокёзараньош (современная Златна-на-Острове в словацком районе Комарно). Так как церковь не одобряла занятия спортом, то в 1912 году Мор Коцан участвовал в Олимпийских играх в Стокгольме не под своим именем, а под псевдонимом «Миклош Ковач». Он сумел завоевать бронзовую медаль в метании копья одной рукой, став 12-м в метании копья правой и левой руками и 33-м — в метании диска.
В 1914 году Мор Коцан переехал в деревню Чилизрадвань (современная Чилижска Радвань в словацком районе Дунайска-Стреда); в том же году он женился. Когда церковные ограничения на занятия спортом стали ослабевать, Мор Коцан организовал в этой деревне спортивный клуб.
После Первой мировой войны территория, на которой проповедовал Мор Коцан, вошла в состав новообразованного государства Чехословакия, где венгры стали национальным меньшинством. Мор Коцан продолжал заниматься спортом, выступая уже на чехословацких соревнованиях, а в 1924 году представлял Чехословакию на Олимпийских играх в Париже, где, однако, смог стать лишь 23-м в метании копья. В 1926 году он прекратил выступления, однако остался связан со спортом, выступая в качестве судьи на спортивных соревнованиях.
После Второй мировой войны Мор Коцан, как и многие другие венгры, был выселен из Чехословакии, и поселился в деревне Алшогёд (сегодня — территория города Гёд) в центральной части Венгрии.